# 宏德宮
24°57′29″N 121°21′23″E / 24.958034°N 121.356419°E
宏德宮，是位於臺灣新北市鶯歌區的孫臏廟，1969年建，為臺灣信仰孫臏的開基廟宇。

## 由來
戰後時期初，山東籍人士呂盛隆在北臺灣開設祭祀孫臏真人的神壇。隨著臺灣製鞋業興盛，被奉為製鞋祖師爺的孫臏也香火鼎盛。1963年春，呂盛隆弟子黃文瑞邀集吳陳巧、呂祈組、王德義、翁建埴、曾廖翠英、陳添壽等信徒籌設孫臏廟，於是1969年在鶯歌鎮中正一路現址1856坪土地建造宏德宮。
宏德宮建物風格為兩層的華北式宮殿。寬闊的廟埕還曾是鶯歌最大的停車場。屋頂一尊高達二十二台尺的孫臏巨大神像，頗吸引目光。廟牆堵上石雕均取材孫臏的傳說故事。

## 祭祀
宏德宮被視為臺灣祭祀孫臏的開基廟宇，也是鶯歌的民間信仰中心之一。廟方以農曆正月初三為孫臏誕辰，農曆正月初一至初五舉行大型法會。
除主祀孫臏真人外，右祀為华佗與南極仙翁、左祀為王禪老祖與白鶴童子前，置中壇元帥。廟內祭祀的九天聖帝，一說是孫臏的九名弟子。
隨著臺灣製鞋業轉移海外，孫臏信仰的主要信眾也從製鞋業轉移。前來宏德宮信徒多以祈求治病為主，也有中華民國國軍參謀人員。